# Alla ricerca della Valle Incantata 14 - Il viaggio dei coraggiosi
Alla ricerca della Valle Incantata 14 - Il viaggio dei coraggiosi (The Land Before Time: Journey of the Brave) è un film d'animazione direct-to-video del 2016, il quattordicesimo della serie Alla ricerca della Valle Incantata.
Il film stato distribuito in DVD e in Digital HD il 2 febbraio 2016, con la versione DVD in esclusiva per i negozi Walmart in Nord America fino al 10 maggio 2016, quando è diventato disponibile in altri negozi. Il film presenta le voci di Damon Wayans Jr. e della cantante Reba McEntire, che interpreta la canzone Look for the Light. Come tutti gli altri film della saga è animato in modo tradizionale.

## Trama
Piedino, il giovane apatosauro che vive nella verdeggiante Valle Incantata, attende con impazienza l'arrivo di suo padre Bron, che torna a valle con il suo branco una volta all'anno. Tuttavia, apprende presto da un Nothronychus della compagnia di suo padre, chiamato Braccia Selvagge, che suo padre si è arenato nel deserto quando la "montagna di fuoco" è scoppiata, lasciando il resto della mandria ad andare avanti senza di lui. Chiedono aiuto a Braccia Selvagge, ma rifiuta. Gli altri adulti sono d'accordo. Preoccupato per suo padre, Piedino parte, tuttavia, gli altri presto lo raggiungeranno.  All'inizio se la cavano bene, ma si imbattono nella "frattura della terra", gli amici suggeriscono di proseguire invece per la "Long Valley", ma Piedino dice che ci vorrà troppo tempo e che dovranno attraversarlo. Fortunatamente, riescono ad abbattere un albero e ad attraversare.
Dopo due incontri ravvicinati con un paio di Yutyrannus, scende la notte e i bambini vanno a dormire. Nel frattempo, i dinosauri più anziani vengono a conoscenza del viaggio dei loro figli e decidono di seguirli con due dinosauri più giovani, Mordicchio e Ruby. Cercano di farsi guidare da Braccia Selvagge fino al luogo in cui Bron è stato visto per l'ultima volta, ma il ragazzo sviene alla sola vista di Mordicchio, un dente aguzzo, e deve essere portato in braccio, lasciando che Mordicchio gli faccia strada con il suo naso. Il mattino dopo, un disaccordo tra Piedino e Tricky sul percorso da seguire fa sì che Piedino decida di andare avanti da solo. Una nube di sabbia (tempesta di sabbia) fa sì che Piedino rimanga intrappolato in una grotta, dove incontra uno pteranodonte di nome Etta, che conosce suo padre. Nel frattempo, Tricky, Ducky e Spike perdono Petrie, che si imbatte in una tribù di scavatori. Lo ritrovano subito e abbandonano gli scavatori, che eleggono un nuovo capo.
Nel frattempo, Etta racconta a Piedino cosa è successo a Bron e che potrebbe essere morto. Dice anche che è stato perché Bron ha salvato Braccia Selvagge che si è messo in quel guaio. Dopo molti tentativi falliti di scavare per uscire dalla grotta, si addentrano nella grotta stessa e lei intona una canzone per guidarlo nel suo cammino. Il resto dei bambini, nel frattempo, si imbatte in un Carnotaurus, anche se Etta riesce a fare un buco nel soffitto della grotta e ad aiutarli a scappare, dove si riuniscono con Piedino, che fa pace con Tricky per la discussione. Alla fine Etta conduce Piedino e i suoi amici fuori dalla caverna, verso la montagna di fuoco dove trovano Bron. Bron sembra senza speranza, perché è circondato dalla lava, e Bron dice loro di andarsene per non farsi male, ma Piedino si rifiuta.
Più tardi, gli adulti, oltre a Mordicchio e Ruby, si imbattono nel Carnotaurus. Mordicchio ne sente l'odore e riescono a nascondersi, ma vengono quasi scoperti da Braccia Selvagge che si rannicchia per la paura e fa rumore. Poco prima che un dente aguzzo li scopra, viene distratto da uno stormo di Archaeornithomimus. Tornati alla montagna di fuoco, Etta e i bambini entrano in azione per salvare Bron. Riescono a fermare il fuoco fluente inviando acqua e usano un albero per liberare Bron, anche se il fuoco ritorna e Piedino e suo padre rimangono intrappolati dall'altra parte. Bron lo prende in braccio e salta attraverso la lava; subito dopo, gli adulti, Mordicchio e Ruby li trovano. Riuniti al padre e al resto del branco, guidati da Mordicchio, tornano a casa, nella Valle, e il gruppo esalta le virtù del lavoro di gruppo e del trovare il coraggio attraverso il gruppo.

## Personaggi e doppiatori
| Personaggio                                | Doppiatore originale |
| ------------------------------------------ | -------------------- |
| Piedino                                    | Felix Avitia         |
| Tricky e madre di Petrie                   | Anndi McAfee         |
| Ducky                                      | Aria Noelle Curzon   |
| Petrie                                     | Jeff Bennett         |
| Spike                                      | Rob Paulsen          |
| Nonno Collolungo                           | Barry Bostwick       |
| Nonna Collolungo                           | Miriam Flynn         |
| Topsy                                      | George Ball          |
| Mordicchio                                 | Issac Ryan Brown     |
| Ruby e la madre di Ducky e Spike           | Meghan Strange       |
| Bron                                       | Scott Whyte          |
| Etta                                       | Reba McEntire        |
| Braccia Selvagge                           | Damon Wayans Jr.     |
| Yutyrannus (solo effetti sonori originali) | Frank Welker         |
| Narratore                                  | Tony Amendola        |

## Distribuzione
Negli Stati Uniti è stato reso disponibile su DVD e Digital HD il 2 febbraio 2016, con la versione DVD in esclusiva per i negozi Walmart in Nord America fino al 10 maggio 2016, quando è diventato disponibile in altri negozi. In Italia è stato distribuito il 1º dicembre 2022 su Netflix.